# Харченко Андрій Семенович
Харченко Андрій Семенович (1 листопада 1908 — 17 травня 1985) — український картограф та геодезист, кандидат технічних наук, професор Київського національного університету імені Тараса Шевченка.

## Біографія
Народився 1 листопада 1908 року в місті Ананьїв, тепер Одеської області. Закінчив 1930 року відділення землевпорядкування Одеського сільськогосподарського інституту. У 1930—1933 роках працював начальником партії, головним інженером Держземтресту Каракалпацького Наркомзему (Турткуль, Узбекистан), з 1933 року інженер-проектувальник Московського обласного управління землевпорядкування, з 1934 року науковий співробітник Всесоюзного науково-дослідного інституту організації території. З 1938 року асистент кафедри складання і редагування карт Московського інституту інженерів геодезії, аерофотозйомки і картографії, з 1938 року навчався в аспірантурі інституту.
Під час Другої світової війни начальник картоскладального цеху картографічної фабрики в Тбілісі, Грузинська РСР. Водночас викладав картографію у топографічному технікумі та на курсах картографів Південного картографо-видавничого підприємства Гідрографічного управління Військово-морського флоту СРСР. У 1946—1951 роках доцент, очолював кафедру картографії Новосибірського інституту інженерів геодезії, аерофотозйомки і картографії. У Київському університеті в 1954—1980 роках завідувач кафедри геодезії та картографії, з 1969 року професор, у 1958—1960 роках декан географічного факультету. Кандидатська дисертація «Про деякі питання фізичної картографії» захищена у 1946 році. Досліджував загальні питання теорії картографії, класифікацію географічних карт; теорію та практику тематичного та комплексного атласного картографування; морську картографію; історію картографії. Засновник київської наукової школи тематичного та комплексного атласного картографування України. Один із засновників у 1964 році Сектору географії АН УРСР (з 1991 року — Інститут географії НАН України). Вчений секретар та віце-президент Географічного товариства УРСР (у 1964—1980 роках). Почесний член Географічного товариства СРСР з 1975 року. Організатор 4 наукових конференцій у 1963, 1965, 1968 та 1969 роках, присвячених створенню Національного атласу України. Був головою та членом редакційних рад журналів: «Геодезия, картография и аэрофотосъемка», «Вісник Київського університету. Серія Географія».

## Нагороди і відзнаки
Нагороджений 3 бойовими та 3 ювілейними медалями; Почесними грамотами Президії Географічного товариства СРСР «За большие заслуги перед советской географией и Географическим обществом СССР» (у 1977 та 1978 роках). Відмінник геодезії та картографії 1943 року. Ім'я науковця вміщено у «Книгу Почета Киевского ордена Ленина государственного университета им. Т. Г. Шевченко» у 1982 році.

## Наукові праці
Автор понад 100 наукових праць. Основні праці:
1. (рос.) Комплексное географическое картографирование Украинской ССР: Доклад по совокупности опубликованных научных работ, представленных на соискание ученой степени доктора географических наук. — К., 1965.
2. (рос.) Топография с основами геодезии: Учебник. — М., 1986 (у співавторстві).
3. Географія Київської області: Атлас / За редакцією Харченка А. С. — К., 1962.
4. (рос.) Природные условия и естественные ресурсы Украинской ССР: Атлас / За редакцією Харченка А. С. — К., 1978.
5. Атлас Київської області / За ред. Харченка А. С. — К., 1980, 1985.